# Klaus-Michael Kühne
Klaus-Michael Kühne (Amburgo, 2 giugno 1937) è un imprenditore tedesco.
Secondo Forbes è l'uomo più ricco della Germania, con un patrimonio di 42,5 miliardi di dollari nel 2024. Presidente onorario e maggiore proprietario (53,3%) della società internazionale di trasporti Kuehne + Nagel, fondata da suo nonno August Kühne (1855-1932), dal luglio 2022 è principale azionista della Lufthansa, con una quota del 15,01% del capitale (contro il 14,09% del governo tedesco).

## Biografia
Kühne è il nipote del co-fondatore dell'azienda August Kühne e l'unico figlio dello spedizioniere Alfred Kühne (1895-1981) e di sua moglie Mercedes (1908-2001, nata Greef). Ha frequentato la Heinrich Hertz School di Amburgo-Winterhude.
Dopo il diploma di scuola superiore, Kühne ha svolto un apprendistato di due anni come impiegato di banca e commercio estero presso la banca Münchmeyer & Co., dopo di che ha lavorato per colleghi spedizionieri, compagnie di navigazione e broker navali. Nel 1958 entra a far parte della società di spedizioni, e all'età di 26 anni diventa socio. Quando Kuehne + Nagel fu trasformata in una società per azioni, divenne amministratore delegato nel 1966 e nel 1969 trasferì la sede dell'azienda in Svizzera.
Nei tempi della prima e della seconda crisi del prezzo del petrolio, tentò di fondare una compagnia di navigazione, ma si trovò in difficoltà finanziarie e dovette cedere il 50% delle azioni, per 90 milioni di marchi tedeschi, all'ex Gruppo Lonrho nel 1981, l'anno in cui suo padre è morto. Li ha riacquistati nel 1992 per 340 milioni di marchi e nel 1994 ha portato Kuehne + Nagel International AGa quotarsi in Borsa. 
Dal 1998 non è più Amministratore delegato, ma Presidente e delegato del Consiglio di amministrazione. Attraverso Kuehne Holding AG, che è di proprietà esclusiva di Klaus-Michael Kuehne, detiene una partecipazione del 55,75% in Kuehne + Nagel International AG. Nel 2008 è diventato partner della compagnia di navigazione Hapag-Lloyd attraverso il consorzio Albert Ballin in cui detiene una quota del 30% delle azioni. Nel maggio 2016 ha rilevato il 20,3% delle azioni della VTG AG con sede ad Amburgo, che ha venduto di nuovo nel luglio 2018.

## Vita privata
Kühne è sposato dal 1989 con sua moglie Christine (n. 1938) ma non ha figli. Vive a Schindellegi, in Svizzera, dove si trova la sede di Kuehne + Nagel, dal 1975, ma conserva la nazionalità tedesca.
Il 27 novembre 2008, la WHU – Otto Beisheim School of Management gli ha conferito un dottorato honoris causa.